# Cornamuse

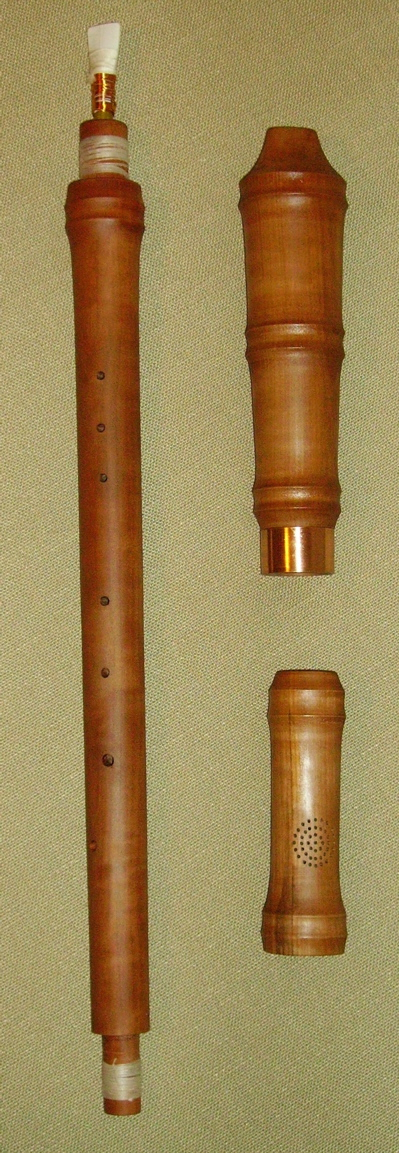
Alt-Cornamuse in F (Rekonstruktion von Dominik Bauer, Saarbrücken)

Die Cornamuse ist ein Holzblasinstrument mit Doppelrohrblatt, zylindrisch gebohrter Röhre und Windkapsel. Das untere Ende der Röhre ist mit einem Deckel verschlossen, der seitliche Luftaustrittslöcher besitzt. Bei einigen Modellen ist der Deckel abnehmbar. Der Klang der Cornamuse ähnelt dem des Krummhorns, ist aber leiser und zarter. Wird der Deckel abgenommen, so ist der Klang im Vergleich zum Krummhorn lauter und kräftiger. Die Cornamuse besitzt sieben vorderständige Grifflöcher und ein Daumenloch für den linken Daumen. Der Tonumfang beträgt eine große None. Bei der modernen Cornamuse ist der Tonumfang durch zwei Klappen nach oben erweitert und beträgt dann eine Undezime.
Es gibt die Stimmlagen Sopran, Alt, Tenor, Bass und Großbass. Kleinere und größere Instrumente wurden versuchsweise gebaut, konnten sich aber nicht durchsetzen. Wie bei den meisten Holzblasinstrumenten der Renaissance ist die c/f-Stimmung üblich:
| Stimmlage | Tonumfang (in Klammern moderne Cornamuse) |
| Sopran    | c1 d1 – d2 (– f2)                         |
| Alt       | f0 g0 – f1 (– b1)                         |
| Tenor     | c0 d0 – d1 (– f1)                         |
| Bass      | F G – f0 (– b0)                           |
| Großbass  | C D – d0 (– f0)                           |

Cornamusen sind mittels Gabelgriffen chromatisch mit Ausnahme der kleinen Sekunde zum tiefsten Ton spielbar.
Die Cornamuse wurde in Europa im 15. Jahrhundert entwickelt und stammt von einem mittelalterlichen Instrument mit gerader Röhre ab. Im 16. Jahrhundert war das Instrument weit verbreitet. Mit dem musikalischen Übergang von der Renaissance zum Barock im 17. Jahrhundert geriet es aus der Mode. Seit der Mitte des 20. Jahrhunderts werden wieder Cornamusen gebaut und gespielt. Neben der Wiedergabe von Musik aus Mittelalter und Renaissance wird die Cornamuse vereinzelt auch bei Folk und moderner Musik eingesetzt. In der Mitte des 20. Jahrhunderts wurde im Auftrag eines Renaissanceensembles eine Subbasscornamuse (tiefster Ton C1) gebaut und erfolgreich eingesetzt.
Der Name cornamuse wird gelegentlich mit der ähnlichen französischen Bezeichnung cornemuse verwechselt und ist ferner sprachverwandt mit musette. Beides bedeutet allgemein „Sackpfeife“ und geht auf Latein musa zurück. Corna- wird auf Altfranzösisch corne, „Horn“ (als Blasinstrument oder Tierhorn), bezogen.